# Корольов (фільм)
«Корольов» (рос. Королёв) — російська біографічна стрічка 2007 року режисера Юрія Кари. Знята на основі книги Н.Корольової "Батько".

## Синопсис
У стрічці йдеться про трагічний період в житті родоначальника практичного освоєння Всесвіту — Сергія Павловича Корольова. В середині 30-х років ХХ століття майбутнього Головного Конструктора звинувачують в безглуздій витраті коштів на ракетобудування, шкідництві, репресують і після жорстоких тортур і формального суду, який тривав трохи більше 20-ти секунд, відправляють на каторгу в Магадан.
Все це відбувається вже після того, як Корольов запустив першу в історії ракету, тим самим, по суті, відкривши нову еру в історії людства, створив ГВРР — дослідний науковий і конструкторський центр, який займається ракетобудуванням, привернув до свого проекту військових, вчених, технічних фахівців різних напрямків, забезпечуючи розвиток багатьох, в тому числі і нових галузей народного господарства СРСР.
Не погоджуючись з несправедливим вироком, за життя приреченого на загибель Корольова борються його дружина і мати. Вони стукають у всі інстанції, звертаються за підтримкою до багатьох впливових людей і домагаються перегляду справи Корольова, який в умовах каторги виживає завдяки підтримці інших ув'язнених, чий авторитет йому вдалося завоювати щирою вірою в мрію про польоти на Марс.
Його відкликають в Москву. І тільки завдяки щасливому випадку Корольов спізнюється на останній в навігації теплохід, який гине разом з усім екіпажем і пасажирами. Лише ще через рік, перебиваючись  випадковими заробітками, страшно хворіючи на  цингу, Сергій Павлович нарешті отримує можливість повернутися в столицю для того, щоб знову зайнятися улюбленою справою.

## У ролях
- Сергій Астахов — Сергій Корольов
- Наталя Фатєєва — Марія Миколаївна, мати Сергія Корольова
- Вікторія Толстоганова — Ксенія Максиміліанівна Вінцентіні, дружина Корольова
- Сергій Юрський — Костянтин Ціолковський
- Олександр Голобородько — Баланін
- Роман Індик — Фрідріх Цандер
- Денис Яковлєв — Михайло Тихонравов
- Сергій Ларін — Юрій Побєдоносцев
- Олександр Бобровський — Михайло Тухачевський
- Ігор Новосьолов — Биков, слідчий
- Ілля Оболонков — Шестаков, слідчий
- Роман Мадянов — Іван Клейменов, начальник РНДІ
- Валентин Голубенко — бригадир
- Ігор Лагутін — Громов, льотчик
- Ігор Фурманюк — начальник табору
- Раїса Рязанова — медсестра
- Олександр Семчев — Василь Ульріх, голова ВКВС
- Данило Співаковський — Михайло Мачинский, фізик
- Володимир Горянський — Андрій Костіков
- Андрій Межуліс — Шимеліовича, головлікар
- Віллор Кузнєцов — старий
- Сергій Сілкін — комбриг
- Борис Григор'єв — професор
- Ірина Чериченко — Валентина Гризодубова
- Людмила Шергіна — мати Гризодубової
- Олег Комаров — сусід
- Наталя Позднякова — сусідка
- Ніна Корнієнко — Лебедєва
- Рафаель Ісхаков — Василь
- Кирило Парфьонов — слідчий
- Роман Пахомов — ад'ютант
- Олександр Лучинін — військовий на балу
- Євгенія Калинець — молода жінка
- Інокентій Тарабара — охоронець

## Творча група
- Режисер-постановник: Юрій Кара
- Сценарист: Юрій Кара
- Оператор-постановник: Юрій Райський
- Композитор: Олексій Шелигін
- Художник:  Костянтин Загорський
- Продюсери: Олександр Серіденко, Юрій Кара, Антон Дегтярьов

## Прем'єра
Перша прем'єра фільму відбулася 12 квітня 2007 року, в День космонавтики, в Московському кінотеатрі «Художній».  11 жовтня 2007 фільм вийшов в прокат.

## Цікаві факти
- Прем'єра фільму пройшла 12 квітня 2007 року в День космонавтики.
- Хоча дія кінострічки розгортається в кінці 30-х, серед автотранспорту часто можна зустріти моделі часів Великої Вітчизняної війни.
- Сергію Корольову присвячені ще чотири фільми - «Приборкання вогню» (СРСР, 1972), «Корабель прибульців» (СРСР, 1985), «Битва за космос» (США-Велика Британія, 2005), «Перші на Марсі» (Росія, 2007 ).
- У 2015 році Юрій Кара зняв продовження «Корольова» - фільм «Головний», який розповідає про життя Сергія Павловича після заслання і війни. Головну роль у ньому виконав Валерій Гришко.
- Режисер не став запрошувати до зйомок Сергія Астахова, тому що він виглядає дуже молодо, а Корольов після каторги став виглядати набагато старшим за свої роки, втратив блиск в очах.
- При створенні образу вченого Михайла Мачинського, якого зіграв Данило Співаковський, гримери надихалися образом Альберта Ейнштейна.
- У планах Юрія Кари є ідея для третього фільму про Корольова, який буде присвячений битві за космос і місячній гонці між США і СРСР.